# PHM Pegasus
PHM Pegasus est un jeu vidéo de simulation navale développé par Lucasfilm Games et publié par Electronic Arts en 1986 sur Apple II, C64, IBM PC, Amstrad CPC et ZX Spectrum. Le jeu met le joueur aux commandes d’un des trois types d’hydroptère de l’US Navy lors d’opérations militaires. Lors de ces missions, le joueur peut accéder à une vue globale du théâtre de l’opération, qui lui permet notamment de définir la route de son navire et de contrôler les éventuels hélicoptères de reconnaissance ou navires convoyeurs qui l’accompagne. Il peut également accéder au pont de son hydroptère depuis lequel il visualise l’environnement et commande le navire. Le jeu propose huit scénarios dont les objectifs peuvent être d’escorter des navires dans le golfe persique, de surveiller des contrebandiers ou de détruire les navires d’un groupe de terroriste,.

## Accueil
| PHM Pegasus       |      |       |
| Média             | Pays | Notes |
| ACE               | GB   | 83 %  |
| Crash             | GB   | 79 %  |
| The Games Machine | GB   | 76 %  |